# Leucobryum
Leucobryum är ett släkte av bladmossor. Enligt Catalogue of Life ingår Leucobryum i familjen Dicranaceae, men enligt Dyntaxa är tillhörigheten istället familjen Leucobryaceae.

## Dottertaxa tillLeucobryum, i alfabetisk ordning[1][2]
- Leucobryum acutifolium
- Leucobryum aduncum
- Leucobryum albescens
- Leucobryum albicans
- Leucobryum albidum
- Leucobryum aneitense
- Leucobryum angustum
- Leucobryum antillarum
- Leucobryum arfakianum
- Leucobryum argentinicum
- Leucobryum babetii
- Leucobryum ballinense
- Leucobryum bistratosum
- Leucobryum boivinianum
- Leucobryum boninense
- Leucobryum boryanum
- Leucobryum bowringii
- Leucobryum brevifolium
- Leucobryum calycinum
- Leucobryum cambouei
- Leucobryum cameruniae
- Leucobryum candidum
- Leucobryum chevalieri
- Leucobryum chlorophyllosum
- Leucobryum clavatum
- Leucobryum comorense
- Leucobryum congolense
- Leucobryum crispum
- Leucobryum cruegerianum
- Leucobryum cucullatum
- Leucobryum flavo-mucronatum
- Leucobryum fouta-djalloni
- Leucobryum fragile
- Leucobryum galinonii
- Leucobryum giganteum
- Leucobryum glaucum
- Leucobryum goyazense
- Leucobryum gracile
- Leucobryum gunnii
- Leucobryum heterodictyon
- Leucobryum homalophyllum
- Leucobryum humillimum
- Leucobryum imbricatum
- Leucobryum incurvifolium
- Leucobryum isleanum
- Leucobryum javense
- Leucobryum juniperoideum
- Leucobryum laminatum
- Leucobryum letestui
- Leucobryum leucophanoides
- Leucobryum macro-falcatum
- Leucobryum madagassum
- Leucobryum martianum
- Leucobryum mayottense
- Leucobryum microcarpum
- Leucobryum molliculum
- Leucobryum neocaledonicum
- Leucobryum pachyphyllum
- Leucobryum parvulum
- Leucobryum perangustum
- Leucobryum perrotii
- Leucobryum polakowskyi
- Leucobryum pseudomadagassum
- Leucobryum pungens
- Leucobryum rehmannii
- Leucobryum rugosum
- Leucobryum sanctae-mariae
- Leucobryum sanctum
- Leucobryum scabrum
- Leucobryum seemannii
- Leucobryum sericeum
- Leucobryum sordidum
- Leucobryum sphagnoides
- Leucobryum strictum
- Leucobryum subandinum
- Leucobryum subchlorophyllosum
- Leucobryum subobtusifolium
- Leucobryum sumatranum
- Leucobryum tahitense
- Leucobryum tumidum
- Leucobryum turgidulum
- Leucobryum uleanum
- Leucobryum wattsii